# Kaap Engaño

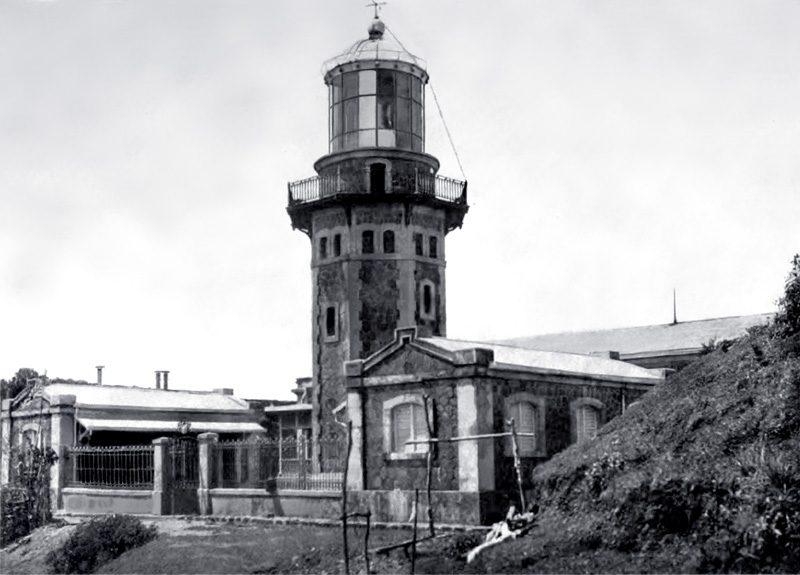
De vuurtoren van Kaap Engaño in 1904

Kaap Engaño is de kaap in de Filipijnse gemeente Santa Ana gelegen op het meest noordelijke punt van het eilandje Palaui, vlak voor de noordoostelijke kust van het grootste Filipijnse eiland Luzon. Op de kaap bevinden zich de ruïnes van de in 1892 door de Spanjaarden gebouwde vuurtoren van Kaap Engaño. Zo'n 340 kilometer ten oosten van deze kaap vond tijdens de Tweede Wereldoorlog de Slag bij Kaap Engaño plaats. Deze slag maakte deel uit van de grote Slag in de Golf van Leyte.